# Ковильне (селище)
Ковильне (до 1946 року — село Федорівка) — селище в Україні, в Хрустальненській міській громаді Ровеньківського району Луганської області. Населення становить 66 осіб. Орган місцевого самоврядування — Іванівська селищна рада.

## Географія
Географічні координати: 48°16' пн. ш. 38°55' сх. д. Часовий пояс — UTC+2. Загальна площа селища — 0,15 км².
Селище розташоване за 35 км від Антрацита. Найближча залізнична станція — Штерівка, за 5 км. Через селище протікає річка Мало-Кріпенка.

## Історія
Засноване 1893 року як село Федорівка. 1946 року перейменоване на селище Ковильне. 

## Населення
За даними перепису 2001 року населення селища становило 66 осіб, з них 45,45% зазначили рідною українську мову, а 54,55% — російську.

## Соціальна сфера
У селищі діють школа, фельдшерсько-акушерський пункт, клуб, крамниці. Поселення електрифіковане та газифіковане.